# Tyler Hilton
Tyler James Hilton (Palm Springs, 22 novembre 1983) è un attore e cantante statunitense.
È conosciuto in Italia per essere stato uno dei personaggi della serie One Tree Hill, dove interpretava Chris Keller, cantante e discografico.

## Biografia
Tyler Hilton è nato a Palm Springs, in California, figlio di Kristy e Robert George Hilton. Cresciuto a Bermuda Dunes, l'incontro con la musica avviene da bambino quando decide di imparare le canzoni di Elvis Presley. Poco dopo torna con la sua famiglia a Palm Springs, dove scrive la sua prima canzone in cui parla di una sua compagna di scuola, una ragazza di nome Rhian. Proprio ai tempi della scuola Tyler forma la sua prima band con alcuni compagni di classe. La band non ha successo e Tyler comincia ad esibirsi da solo nelle serate "jam session", e nei bar locali dove canta e suona le sue canzoni.
A 16 anni la prima vera svolta: una radio privata offriva, nel corso della trasmissione, biglietti premio per un concerto. Tyler decide di chiamare e canta al telefono una versione di Breakin' Me di Johnny Lang che affascina gli ascoltatori e il network. Vince i biglietti e riceve un invito a partecipare come cantante al concerto di Natale.  Poco dopo comincia il suo successo: a 18 anni firma il suo primo contratto con la Maverick Records (di proprietà della Warner Bros.) e incide l'album Tyler Hilton pubblicato nel 2000. Debutta al cinema nel 2005 nel pluripremiato film (per l'interpretazione di Reese Witherspoon) Quando l'amore brucia l'anima - Walk the Line dove interpreta un giovane Elvis Presley cantando le canzoni Milk Cow Blues e That's All Right.
Nel 2007 compare nel video di Taylor Swift Teardrops on My Guitar e nel 2008 lo si vede ancora sul grande schermo nel film Charlie Bartlett diretto da Jon Poll. In Italia è principalmente conosciuto per aver interpretato il cantante Chris Keller nella serie della CW One Tree Hill, come guest star nella seconda e terza serie e come regular nella nona. Nel gennaio 2012 appare nel video (Kissed You) Good Night di Gloriana band, insieme alla fidanzata Megan Park. Tyler ha preso parte come comparsa anche nella quarta stagione della serie televisiva My Super Sweet Sixteen e nella serie Single Ladies di VH1, un canale della tv via cavo americana.
Attualmente Tyler vive a Los Angeles. Nell'ottobre 2015 ha sposato l'attrice Megan Park che ha incontrato sul set di Charlie Bartlett.

## Filmografia

### Cinema
- Quando l'amore brucia l'anima - Walk the Line (Walk the Line), regia di James Mangold (2005)
- Charlie Bartlett, regia di Jon Poll (2007)

### Televisione
- American Dreams – serie TV, 1 episodio (2004)
- Single Ladies – serie TV, 6 episodi (2011)
- One Tree Hill – serie TV, 29 episodi (2004-2012)
- Christmas on the Bayou – film TV (2013)
- Castle – serie TV, episodio 7x07 (2014)
- Extant – serie TV, 20 episodi (2014-2015)
- The Christmas Contract, regia di Monika Mitchell – film TV (2018)

## Doppiatori italiani
- Simone Crisari in Charlie Bartlett
- Stefano Billi in One Tree Hill (s.2)
- Davide Lepore in One Tree Hill (s.3-4, 9)
- Davide Perino in Castle
- Paolo Vivio in Extant

## Discografia

### Album
Tyler Hilton (2000)
- Not Getting Your Name
- Nora Marie
- I Believe We Can Do It
- Someone Like You
- Up Late Again
- It's Always the Same
- Shy Girl
- It's Only Love
- If I'm Not Right
- New York Can Wait
- Last Promise
- Don't Blame Me
- Meant Something to Me

The Tracks Of (2004)
- When It Comes
- The Letter Song
- Glad
- Rolling Home
- Pink and Black
- Our Time
- Kiss On
- Slide
- You, My Love
- Insomnia
- Picture Perfect

Forget The Storm (2012)
- Kicking My Heels
- Prince of Nothing Charming
- Loaded Gun 3:40
- You'll Ask for Me
- Jenny feat. Elizabeth Huett
- Can't Stop Now
- Ain't No Fooling Me
- Leave Him
- I Belong
- Hey Jesus

### EP
Better on Beachwood (2009)
- Tore the Line
- Don't Forget All Your Clothes
- I Believe in You (Acoustic)

Ladies & Gentlemen(2010)
- Sunset Blvd
- I Believe in You
- This World Will Turn Your Way
- Keep On
- June